# Pomnik Wiosny Ludów w Grodzisku Wielkopolskim
Pomnik Wiosny Ludów w Grodzisku Wielkopolskim − zwany również Pomnikiem Grodziskich Kosynierów upamiętnia wydarzenia Wiosny Ludów w Grodzisku Wielkopolskim. W czasie walk w mieście, do których doszło 28 kwietnia 1848 zginęło lub zostało rannych kilkudziesięciu jego mieszkańców. Większość poległych i pomordowanych pochowano przy kościele św. Ducha. W 1932 zbudowano w pobliżu pierwszy pomnik, został on jednak zniszczony w czasie okupacji przez hitlerowców. W roku 1948, z okazji 100-lecia Wiosny Ludów, wzniesiono nowy pomnik. W 1997 złożono przed nim trumnę za szczątkami grodziskich kosynierów, które wydobyto w czasie ekshumacji powstańczej mogiły przy kościele.